# Heart of a Gangsta, Mind of a Hustla, Tongue of a Pimp
Heart of a Gangsta, Mind of a Hustla, Tongue of a Pimp — четвёртый студийный альбом американского рэпера из Области залива Сан-Франциско Mac Dre. Первоначально был выпущен на лейблах Outbac Records. В своём собственном шоу, выходившем на DVD, Ghetto Celebrities, Mac Dre заявлял, что Outbac Records (президент лейбла Джеймс Росс — теперь лейбл известен как Ehustle Entertainment) никогда ему не платил.

## Список композиций
1. «Stayin' Alive»
2. «Don’t Be a Punk» спродюсирован No Face Phantom
3. «Let’s Go Riden» (при участии Felicia White)
4. «Hy Phy» (при участии Keak da Sneak и PSD) спродюсирован No Face Phanton
5. «Skit»
6. «Exo & Remi» спродюсирован No Face Phantom
7. «Punk Bitches (Vocal Remix Version)» (при участии Donte)
8. «Off tha Rictor (Radio)»
9. «Black Buck Rogers»
10. «Punk Bitches (Uncut Version)» (при участии Donte)
11. «Off tha Rictor (Uncut Version)»

## Перевыпуск 2003 года
1. «Staying Alive»
2. «Don’t Be a Punk»
3. «Let’s Go Riden»
4. «Hy Phy» (при участии Keak da Sneak и PSD)
5. «Skit»
6. «Exo & Remi»
7. «Black Buck Rogers»
8. «Punk Bitches»
9. «Off tha Rictor»
10. «Hotta Den Steam» (при участии PSD)
11. «Everthang»
12. «Al Boo Boo» (при участии Miami tha Most)
13. «Stupid» (при участии Miami tha Most)